# 대신고등학교 (서울)
대신고등학교(大新高等學校)는 대한민국 서울특별시 종로구 행촌동에 있는 사립 고등학교이다.

## 학교 연혁
- 1938년 4월 5일 : 대신상업전수학교(2년제) 설립, 개교
- 1940년 3월 1일 : 대신상업전수학교(3년제 각학년 2학급)로 교명 및 학칙 변경
- 1942년 8월 16일 : 명예교장에 김희 선생, 초대학장에 서영호 선생 취임
- 1943년 5월 15일 : 학교이전(서울특별시 서대문구 불광동) 교사신축(연와조 2층 400평)
- 1944년 4월 1일 : 대신농업학교(3년제 각학년 2학급)로 교명 및 학칙변경(주：일제말기에 강제로 일본인들이 교육정책에 의해 농업학교로 변경된 것임)
- 1948년 4월 20일 : 대신중학교(인문계 6년제, 각학년 2학급)로 학명 및 학칙 변경
- 1948년 10월 24일 : 재단법인 대신학원을 설립하고 초대 이사장에 김희 선생 겸임
- 1950년 4월 1일 : 대신중고등학교(중고 각 3학년제 각학년 2학급)로 교명 및 학칙 변경, 서울특별시 마포구 도화동에 분교 설치
- 1953년 9월 1일 : 서울특별시 서대문구 정동에 임시교사 신축하고(6·25동란, 서울 수복후) 임시개교
- 1955년 7월 31일 : 서울특별시 종로구 행촌동 171번지로 이전(현 교사위치)
- 1962년 2월 22일 : 동관교사 신축(콘크리트 4층 550평)
- 1964년 1월 24일 : 재단법인 대신학원을 학교법인 대신학원으로 학원정관 개정
- 1964년 4월 5일 : 신관교사 신축(콘크리트 5층 695평)
- 1966년 12월 14일 : 본관교사 신축(콘크리트 4·5층 404평) 및 숙직실, 미술실, 기술실 등 부속건물(305평) 신축
- 1967년 11월 8일 : 체육관(일은관) 신축(콘크리트 2층 599평)
- 1970년 10월 30일 : 왕희도서관(본관 6층 175평 300석) 신축개관
- 1973년 11월 17일 : 과학관(활천관) 신축(콘크리트 지하 1층 지상 6층 연건평 695평)
- 1975년 8월 5일 : 동관증설(3, 4층 10개 교실 및 수세식 화장실)
- 1977년 9월 22일 : 학교법인 대신학원을 왕희학원으로 학원명 변경
- 2004년 3월 30일 : 왕희 공원 조성 120평 (일은관 앞)
- 2004년 4월 3일 : 왕희정보 교육관 준공(지상 5층) 및 기념비 건립, 왕희역사관 개관, 왕희 정보도서관 개관
- 2021년 3월 2일 : 제15대 고등학교 교장 김진곤 선생 취임

학생들 폭행하는 학교로 유명하며 그중에서 김 경호 선생의 체벌이 유명함 또한 학폭에 대해서도 반응 없는 학교임 사립학교여서 창립자 가문이 중요하며 학생들 진학에 별 관심없고 학생들은 선생들의 스트레스 해소 대상임

## 참고 자료
- 대신고등학교 - 한국교육학술정보원 학교알리미